# Альберто Мачадо
Альберто Мачадо (англ. Alberto Machado, 9 вересня 1990) — пуерториканський професійний боксер, чемпіон світу за версією WBA (Super) (2017—2018) і регулярний чемпіон (2018) за версією WBA в другій напівлегкій вазі.

## Професіональна кар'єра
Дебютував на професійному рингу 2012 року. Провівши вісімнадцять переможних боїв, 21 жовтня 2017 року вийшов на бій за вакантний титул WBA (Super) в другій напівлегкій вазі проти панамця Хесреєля Корралеса і здобув перемогу нокаутом у восьмому раунді.
У квітні 2018 року, після того як Світова боксерська асоціація оголосила титул WBA (Super) вакантним і його володаря визначили в бою Джервонта Девіс і Хесус Куеллар, Мачадо був понижений до звання регулярного чемпіона WBA в другій напівлегкій вазі. Провівши один вдалий захист, 9 лютого 2019 року програв нокаутом американцю Ендрю Кансіо. Зустрівшись в реванші 21 червня 2019 року, знов зазнав від Кансіо поразки нокаутом.